# Piotr Gacek (siatkarz)

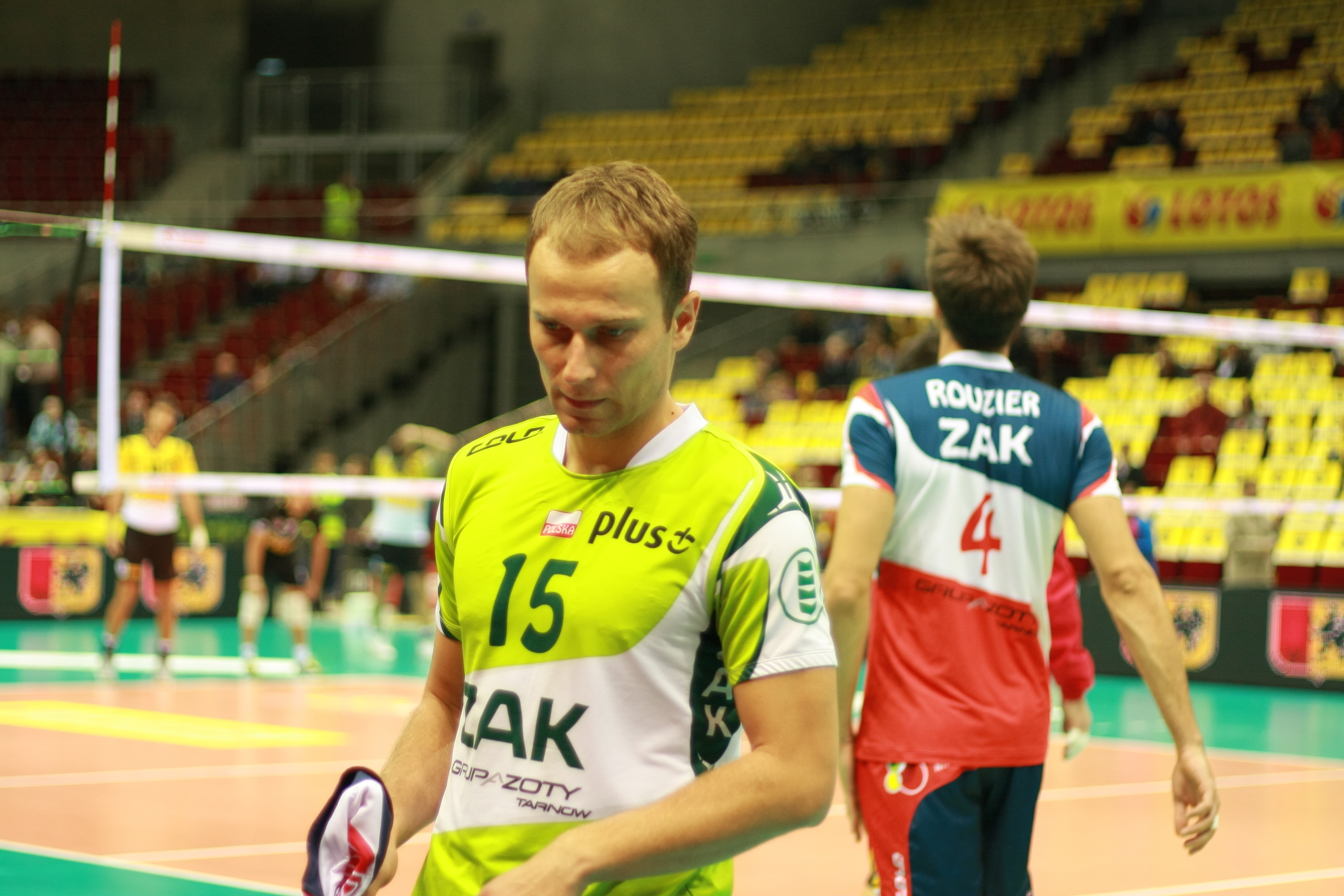
Piotr Gacek zawodnikiem klubu ZAKSA Kędzierzyn-Koźle

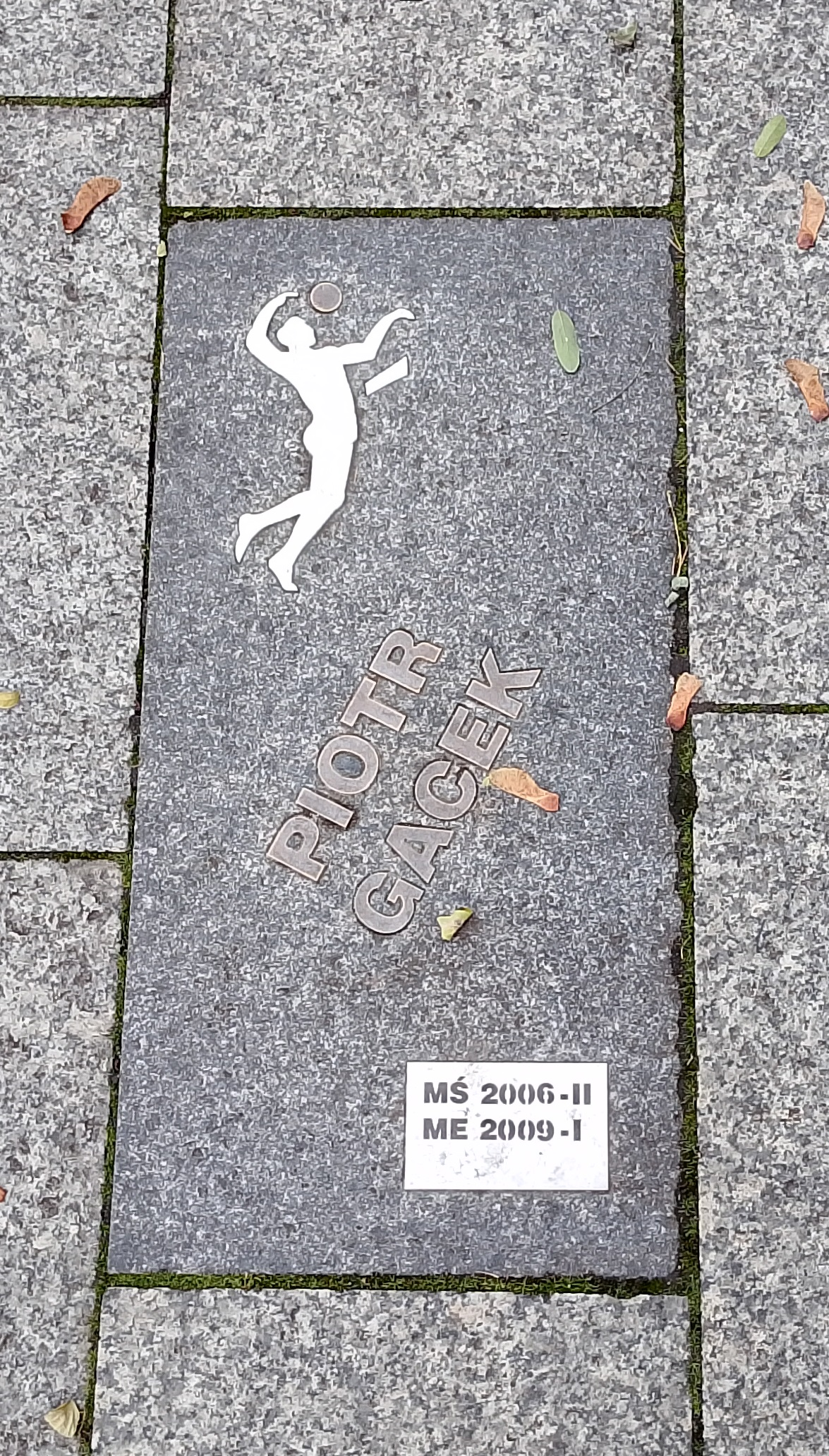
Tablica Piotra Gacka w Siatkarskiej Alei Gwiazd w Bełchatowie

Piotr Marcin Gacek (ur. 16 września 1978 w Grodkowie) – polski siatkarz, reprezentant Polski, grający na pozycji libero.
W sezonie 2014/15 był drugim kapitanem Lotos Trefl Gdańsk.
W reprezentacji Polski rozegrał 114 meczów (stan na 05.06.2016 r.). 5 czerwca 2016 roku, po wygranym 3:0 meczu Polski z Australią, ogłosił zakończenie kariery reprezentacyjnej. W 2017 roku zakończył karierę siatkarską.
Po zakończeniu kariery pełni funkcję przewodniczącego Wydziału Marketingu PZPS.
Posiada magistra z wychowania fizycznego, gdzie w latach 1998-2003 studiował na Politechnice Opolskiej. W latach 2018-2021 był prezesem Vervy Warszawa Orlen Paliwa/Projektu Warszawa, następnie od 2019 roku jest dyrektorem sportowym, a od 2021 roku jest wiceprezesem klubu z Warszawy.

## Życie prywatne
Dwukrotnie żonaty; pierwszy raz z Agatą, drugi raz z Karoliną, z którą ma córkę Zosię i Maję. Zosia została uczestniczką 8. edycji programu The Voice Kids. Od 2020 roku nauczyła się grać na pianinie, a od 2021 roku chodzi na lekcje śpiewu. Jednym z jej zainteresowań jest również aktorstwo. Trenuje także jazdę konną, skoki przez przeszkody.

## Sukcesy klubowe
Mistrzostwo Polski:
- 2009, 2010
- 2008, 2011, 2013, 2015
- 2005, 2012

Puchar Polski:
- 2008, 2009, 2013, 2014, 2015

Klubowe Mistrzostwa Świata:
- 2009

Liga Mistrzów:
- 2010

Puchar CEV:
- 2011

Superpuchar Polski:
- 2015

## Sukcesy reprezentacyjne
Mistrzostwa Świata:
- 2006

Mistrzostwa Europy:
- 2009

Puchar Świata:
- 2015

## Nagrody indywidualne
- 2006: Najlepszy polski libero
- 2007: Najlepszy broniący Ligi Światowej
- 2008: Najlepszy broniący turnieju finałowego Pucharu Polski
- 2009: Najlepszy przyjmujący turnieju finałowego Pucharu Polski
- 2013: Najlepszy przyjmujący turnieju finałowego Pucharu Polski
- 2015: Najlepszy przyjmujący turnieju finałowego Pucharu Polski

## Odznaczenia
- Krzyż Kawalerski Orderu Odrodzenia Polski (2009)[8]
- Złoty Krzyż Zasługi (2006)[9]